# Tadjiks
Cette page concerne le peuple des Tadjiks. Pour la langue tadjike ou bien les citoyens du Tadjikistan, voir l’article Tadjik (homonymie).
Les Tadjiks (ou les Persans orientaux et Persans centrasiatiques) sont un peuple iranien d'Asie centrale qui parle le tadjik, une langue iranienne et largement considérée comme un dialecte oriental du persan. On les trouve au Tadjikistan, en Iran, au nord-est de l'Afghanistan, au nord-ouest de la Chine (Xinjiang) et à l'est de l'Ouzbékistan ; ils forment entre autres une partie importante de la population des villes de Samarcande et de Boukhara. Une importante population émigrée vit également en Russie.

## Histoire

Carte des ethnies de la région du Pamir.

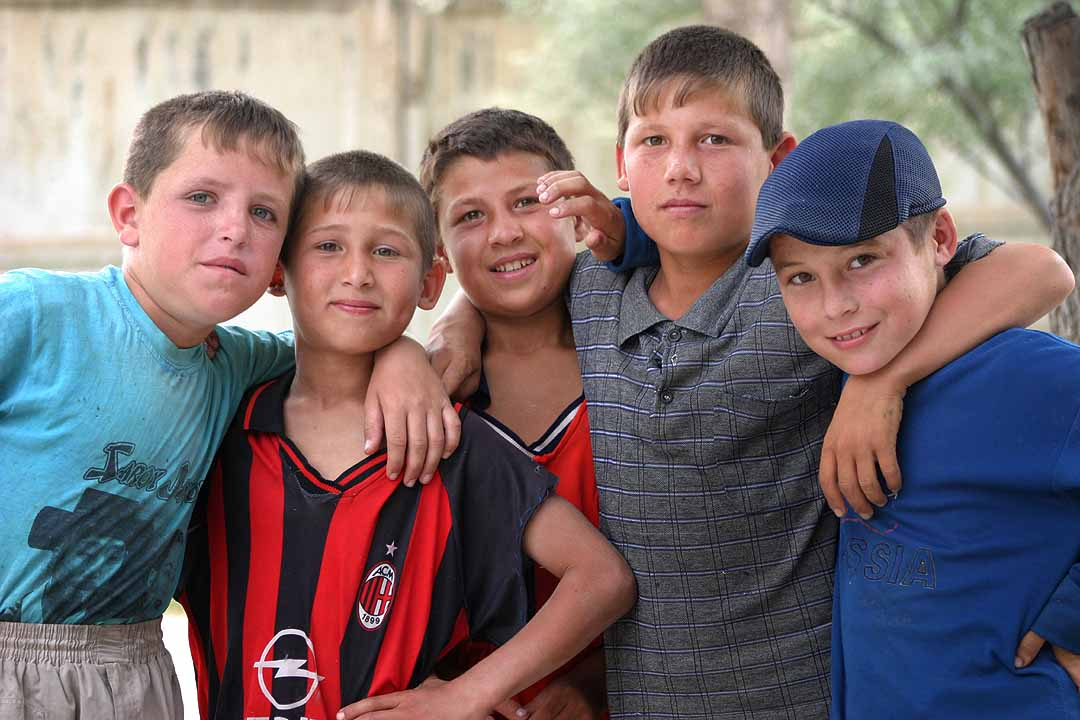
Des enfants tadjiks.

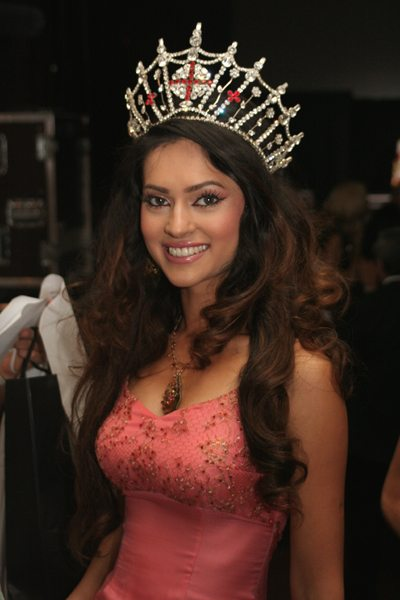
Hammasa Kohistani Miss Angleterre 2005. Photo durant le concours Miss Angleterre 2006.

Selon l'Encyclopédie Larousse, « ils sont issus des populations qui occupaient les plateaux iraniens au Néolithique et qui se sont déplacées vers le nord et l'est. Tôt sédentarisés, les Tadjiks ont développé une riche culture (littérature) marquée, à partir du Xe siècle, par leur relation complexe avec les peuples turcs d'Asie centrale. »

## Répartition géographique

### Afghanistan
En Afghanistan, les Tadjiks, s'ils sont concentrés au Nord-Est, se trouvent dans de nombreuses autres régions. Ils constituent environ 42 % de la population et ont marqué l'histoire récente du pays par leur participation active à la résistance contre les Soviétiques puis contre les talibans. Leur langue, appelée officiellement dari, est d'ailleurs la première langue officielle reconnue dans le pays et de nombreux autres peuples non tadjiks l'utilisent.

### Ouzbékistan
En Ouzbékistan, selon les données officielles du 1er janvier 2021, il y avait 1,7 million de Tadjiks, constituant ainsi 4,9 % de la population totale.
En Ouzbékistan, les Tadjiks feront l'objet, à partir de la fin des années 1980, d'une virulente campagne d'« ouzbékisation ».

### Chine
Les Tadjiks (chinois : 塔吉克族 ; pinyin : tǎjíkè zú) composent l'un des 56 groupes ethniques officiellement identifiés par la République populaire de Chine. Ce groupe, avec une population d'un peu plus de 40 000 individus, est établi principalement dans la région occidentale du Xinjiang, et 60 % vivent dans le district autonome de Taxkorgan. En Chine, le tadjik n'a aucune forme officielle écrite. La plupart des Tadjiks chinois parlent en réalité sariqoli (ou sariköli) ou wakhi et utilisent les langues ouïgoure et chinoise pour communiquer avec des personnes d'autres nationalités. Quelques Tadjiks chinois parlent wakhi. Les Tadjiks sont contraints par les autorités chinoises d'étudier dans la langue de l'ethnie dominante, l'ouïgour. Contrairement aux tadjiks d'Afghanistan et du Tadjikistan, les Tadjiks chinois sont majoritairement chiites ismaéliens

## Écriture
Depuis toujours, les Tadjiks parlaient le persan, qu'ils écrivaient en caractères arabes. En 1928, leur territoire étant rattaché à la République soviétique du Turkestan, l'alphabet latin leur fut imposé. Dans les années 1940, Staline imposa l'alphabet cyrillique, en usage depuis.

## Génétique
L'haplogroupe dominant parmi les Tadjiks modernes est l'haplogroupe R1a Y-ADN. ~45 % des hommes tadjiks partagent R1a (M17), ~18 % J (M172), ~8 % R2 (M124) et ~8 % C (M130 et M48). Les Tadjiks de Pendjikent obtiennent un pourcentage de 68 % R1a, les Tadjiks de Khodjent un pourcentage de 64 % R1a. La fréquence élevée de l'haplogroupe R1a chez les Tadjiks reflète probablement un fort effet fondateur.
Comme les autres populations indo-iraniennes actuelles d'Asie centrale, les Tadjiks présentent une forte continuité génétique avec des échantillons de l'âge du fer du Turkménistan et du Tadjikistan. En comparaison de la minorité yaghnobi, les Tadjiks possèdent une ascendance de la région du lac Baïkal plus élevée et un événement de mélange supplémentaire avec une population sud-asiatique. Ces résultats semblent indiquer qu'en plus d'une histoire complexe, l'Asie centrale montre une continuité génétique remarquable depuis l'âge du fer, avec un flux génétique limité.